# Jim Gaddis
James R. Gaddis, detto Jim (1940), è un ex sciatore alpino statunitense.

## Biografia
Sciatore polivalente, Jim Gaddis iniziò a sciare sulle piste di Alta e Brighton e gareggiò soprattutto nel circuito universitario nordamericano (NCAA), rappresentando l'Università dello Utah e vincendo il titolo di combinata nel 1960 e di slalom speciale e di combinata nel 1962. Nel 1963 si classificò 3º nella discesa libera delle Vail Trophy Races (Vail, 9-10 febbraio) e vinse la medaglia di bronzo nella discesa libera e nella combinata a Campionati statunitensi 1963 (Aleyska, 4-6 aprile); l'anno dopo si qualificò per rappresentare gli Stati Uniti ai IX Giochi olimpici invernali di Innsbruck 1964, ma fu escluso dalla squadra per scelta tecnica, e chiuse la carriera ai Campionati statunitensi 1964 (Winter Park, 20-22 marzo). Dopo il ritiro lavorò a lungo come organizzatore di eventi sportivi e di raccolte fondi per la promozione dello sci nello Utah.

## Palmares

### Campionati statunitensi
- 5 medaglie (dati parziali):
  - 2 ori (discesa libera nel 1960[6]; slalom gigante nel 1962[7])
  - 3 bronzi (combinata nel 1960[6]; discesa libera, combinata nel 1963[4])

## Riconoscimenti
- Utah Sports Hall of Fame (1989)[1]
- University of Utah Crimson Club Sports Hall of Fame (1989)[1]